# Jukebox (幾田りらのアルバム)
『Jukebox』（ジュークボックス）は、幾田りらの2枚目のミニアルバム。

## 概要
2019年11月16日にレコ発ワンマンライブ『bouquet』を原宿STROBECAFEで開催し、ライブ会場限定で発売した。2019年11月29日にデジタルリリースを開始した。
2020年3月11日にはタワーレコード限定発売による全国流通が開始し、これに合わせ収録曲「ロマンスの約束」のミュージックビデオが公開された。ミュージックビデオは福島県会津若松市に暮らす、20代、40代、60代の3組の夫婦の日常に密着したドキュメンタリータッチの作品となっており、最後には幾田からの楽曲に込められたメッセージが収められている。
収録曲「ロマンスの約束」のリアレンジVer.が2021年8月14日に配信限定シングルとしてリリースされた。

## 収録曲
| 全作詞・作曲: 幾田りら。 |                    |          |            |      |
| #                        | タイトル           | 作詞     | 作曲・編曲 | 時間 |
| 1.                       | 「おまじない」     | 幾田りら | 幾田りら   | 3:39 |
| 2.                       | 「通り雨」         | 幾田りら | 幾田りら   | 4:21 |
| 3.                       | 「ロマンスの約束」 | 幾田りら | 幾田りら   | 4:06 |
| 4.                       | 「ラブレター」     | 幾田りら | 幾田りら   | 5:44 |
| 5.                       | 「真夜中の君と」   | 幾田りら | 幾田りら   | 3:54 |
| 合計時間:                | 合計時間:          | 21:44    |            |      |

## 演奏
- 田中志門：Guitar
- 右田泰孝：Bass
- 岡田一成：Drums
- 川口ケイ：Keyboards